# Sceleocantha carteri
Sceleocantha carteri är en skalbaggsart som beskrevs av Mckeown 1938. Sceleocantha carteri ingår i släktet Sceleocantha och familjen långhorningar. Inga underarter finns listade i Catalogue of Life.